# Le Plessis-Pâté
Le Plessis-Pâté é uma comuna francesa na região administrativa da Ilha de França, no departamento de Essonne. Estende-se por uma área de 7.58 km². Em 2010 a comuna tinha 4 178 habitantes (densidade: 551,2 hab./km²).